# Peter Bjorn and John
Peter Bjorn and John son un grupo sueco de rock formado en Estocolmo en 1999.
A la fecha son conocidos por su sencillo de 2006 "Young Folks", en el cual les acompaña Victoria Bergsman de The Concretes en las voces. Esta canción permaneció semanas en la lista top 40 de las listas británicas y fue nombrado el segundo mejor sencillo de 2006 según NME (precedido por "Over and Over" de Hot Chip).

## Historia
Peter y Bjorn empezaron tocando juntos cuando se conocieron en el Instituto. Compartían su gusto por grupos como The Stone Roses y Ride. Su primer grupo se desintegró después de que se mudaran a Estocolmo, en donde conocieron a John en 1999 para así darse a conocer simplemente como Peter Bjorn and John. Su primer concierto, realizado en un barco en Estocolmo, fue un fracaso. Sus expectativas nunca fueron altas desde el principio, pues como citan en sus palabras "solo queríamos hacer buena música para nuestro propio goce".

## Miembros
- Peter Morén - voz, guitarra, armónica
- Björn Yttling - bajo, teclados
- John Eriksson - batería, percusiones

## Discografía

### Álbumes
- Peter Björn and John (2002)
- Falling Out (2005)
- Writer's Block (2006)
- Seaside Rock (2008)
- Living Thing (2009)
- Gimme Some (2011)
- Breakin' Point (2016)
- Darker Days (2018)
- Endless dream (2020)

### Sencillos
- "Young Folks" (2006) (#35 UK)
- "Let's Call It Off" (2006)
- "Objects of My Affection" (2007)
- "Nothing to Worry About" (2009)
- "Lay It Down" (2009)
- "It Don't Move Me" (2009)
- "Second Chance" (2011)
- "What You Talking About?" (2016)